# Friedrich Kronenberg
Friedrich Kronenberg (* 16. Februar 1933 in Gelsenkirchen; † 1. Februar 2025 in Bonn) war ein deutscher Volkswirt, Verbandsfunktionär und Politiker (CDU). Von 1983 bis 1990 war er Mitglied des Deutschen Bundestages.

## Leben
Der Sohn eines Postbeamten absolvierte ein Studium der Wirtschafts- und Sozialwissenschaften an der Westfälische Wilhelms-Universität Münster, das er 1958 mit der Prüfung als Diplom-Volkswirt abschloss. Während seiner Studienzeit schloss er sich dem Ring Christlich-Demokratischer Studenten (RCDS) an. 1960 wurde er mit dem Dissertationsthema Die Beeinflussung der Vermögensverteilung in der Bundesrepublik Deutschland durch finanzpolitische Maßnahmen, insbesondere durch Subventionen zur Vermögensbildung zum Dr. rer. pol. promoviert.
Kronenberg bekleidete verschiedene Funktionen in Jugendorganisationen, u. a. im Bund der Deutschen Katholischen Jugend (BDKJ) und von 1960 bis 1964 als hauptamtlicher Leiter in der Deutschen Pfadfinderschaft St. Georg (DPSG). Zudem war er Vorstand des Deutschen Bundesjugendrings (DBJR) und im Kuratorium des Deutsch-Französischen Jugendwerks aktiv. Ab 1964 war er Angestellter im Bundesministerium für Familie und Jugend.
Von 1966 bis 1999 war er Generalsekretär des Zentralkomitees der deutschen Katholiken (ZdK) und somit für sechs Präsidenten des ZdK und drei Vorsitzende der Deutschen Bischofskonferenz der Ansprechpartner. Von 1969 bis 1975 war er auch stellvertretender Sekretär der Gemeinsamen Synode der katholischen Bistümer in der Bundesrepublik Deutschland, die die Ergebnisse des Zweiten Vatikanischen Konzils (1962–1965) für Deutschland umsetzen wollte. Er war Initiator des ersten Ökumenischen Kirchentags, der 2003 in Berlin stattfand; daraus entstand der Gesprächskreis „Juden und Christen“. 1999 war er an der Gründung von Donum vitae beteiligt. Von 1982 bis 2003 war er Vorsitzender der Kommission für Zeitgeschichte, 1993 Gründungsmitglied des katholischen Osteuropahilfswerks Renovabis, von 1981 bis 1983 Vorsitzender der Deutschen Kommission Justitia et Pax und von 2001 bis 2009 Vorsitzender des Maximilian-Kolbe-Werkes in Freiburg im Breisgau und Gründungsvorsitzender der Maximilian-Kolbe-Stiftung (2007–2009). Zeitweise war er Aufsichtsratsmitglied der Winfried-Werk GmbH mit Sitz in Augsburg.
Kronenberg war seit 1955 Mitglied der CDU. Bei den Bundestagswahlen 1983 und 1987 zog er jeweils als Abgeordneter über die Landesliste der CDU in den Deutschen Bundestag ein, dem er bis 1990 angehörte. Im Parlament war er von 1983 bis 1987 Mitglied des Ausschusses für Wirtschaft und von 1985 bis 1990 des Ausschusses für wirtschaftliche Zusammenarbeit.
Mit 91 Jahren ist Friedrich Kronenberg am 1. Februar 2025 gestorben.

## Ehrungen und Auszeichnungen
- 1982: Ehrendoktorwürde der Nanzan-Universität, Nagoya, Japan
- 1989: Verdienstorden der Bundesrepublik Deutschland (Verdienstkreuz am Bande)
- 1999: Offizierskreuz des Verdienstordens der Republik Polen
- 2000: Verdienstorden der Bundesrepublik Deutschland (Verdienstkreuz 1. Klasse)

## Veröffentlichungen
- als Herausgeber mit Bernhard Vogel: Heinrich Köppler. Christ und Politiker. 1925–1980. Droste, Düsseldorf 1990, ISBN 3-7700-0881-2.